# Río Yeşilırmak
El río Yeşilırmak (en turco: Yeşilırmak Nehri, que significa «río Verde»; en griego antiguo, Ίρις, 'Iris') es un destacado río del norte de Turquía, de 418 km de longitud. Desde su fuente al noreste de Sivas, discurre pasado Tokat y Amasya, y vierte sus aguas en el mar Negro en Samsun. Su nombre en hitita era presuntamente Zulija.
Sus afluentes son los ríos Çekerek (ca. 300 km) (el Escílax de los antiguos griegos) y el Kelkit (356 km) (el llamado Lykos o Lico por los antiguos griegos).

## Historia
El geógrafo griego Estrabón describe que fluye cruzando la llanura de Temiscira, atraviesa hacia el oeste por el centro la ciudad de Comana Pontica, y a través de la fértil llanura de la Dacimonitis (Kaşova), gira hacia el norte pasando por Gaciura, después torna de nuevo hacia el este recibiendo las aguas del Escílax y de otros ríos, y discurriendo junto a la misma muralla de Amasia, entra en Fanarea. Allí el Lico, que nace en Armenia, confluye con él pasando también a ser el Iris.

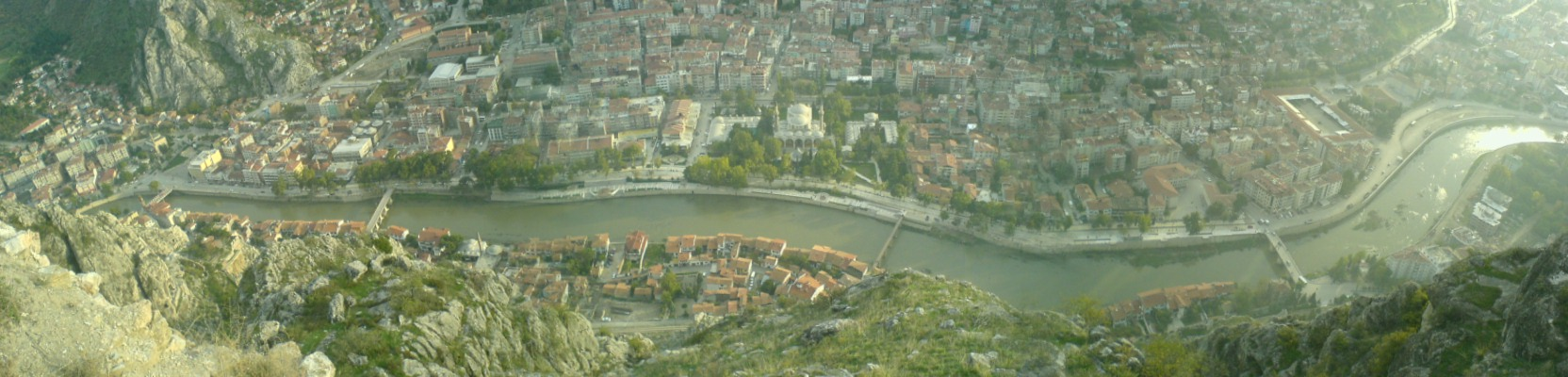
Vista del Yeşilırmak en su travesía de Amasia